# Dimitrie R. Rosetti
Dimitrie R. Rosetti, cunoscut și sub pseudonimul Max, (n. 17 aprilie 1850, București - m. 1934, București) a fost un deputat, publicist și dramaturg român.

## Biografie
Dimitrie Rosetti a fost fiul Casiei Brăiloiu și al agăi Radu Rosetti. Sora sa Maria a devenit soția lui Iacob Negruzzi, iar Ana a fost a doua soție a lui Titu Maiorescu (1887).
Dimitrie Rosetti a fost căsătorit cu Natalia Gheorghiu, cu care a avut un fiu, Radu D. Rosetti.
A urmat studii la Paris și, după întoarcerea în țară, a ocupat diverse funcții: șef de cabinet al lui I.C. Brătianu, șef al Poliției din Brăila, avocat și șef al Serviciului Contenciosal din Ministerul Cultelor și Instrucțiunii Publice. A fost ales deputat de Teleorman între anii 1888 și 1900.
A fost membru în Comitetul Teatrului național din București (1888-1890), ocupând un timp și postul de director. A făcut parte din societatea Junimea și a publicat în revista Convorbiri literare.

## Opera
- Dicționarul contemporanilor din România (1898)
- Scump... dar face (1902)
- Între Capșa și Palat (1904)
- Moștenire de la răposata (1910)